# Boos, Unterallgäu
Boos är en kommun och ort i Landkreis Unterallgäu i Regierungsbezirk Schwaben i förbundslandet Bayern i Tyskland.
Kommunen ingår i kommunalförbundet Boos tillsammans med kommunerna Fellheim, Heimertingen, Niederrieden och Pleß.